# Atzeneta d'Albaida
Atzeneta d'Albaida és una població de la comarca de la Vall d'Albaida, al País Valencià.

## Topònim
El topònim deriva de l'àrab الزناتة (az-Zanāta), que fa referència a la tribu amaziga dels zenetes.

## Geografia
Es troba als contraforts de la serra del Benicadell. El territori és quebrat i les seues muntanyes estan cobertes de pins; les més destacades són: Alt del Pare Sant, La Serreta els Pins i la Serreta La Creu. Entre els nombrosos barrancs que corren pel terme municipal cal destacar els de Fosca, les Figueroles de Domenyo i el que porta el nom del poble, així com l'anomenada Séquia del Port, que té el seu origen en la Fonteta d'igual denominació, que amb les fonts de l'Arriero, Ordinari, del Plana de Roda i algunes més, d'on xorren excel·lents aigües.
El terme municipal d'Atzeneta d'Albaida limita amb les següents localitats: Albaida, Carrícola i El Palomar a la Vall d'Albaida, i Muro d'Alcoi al Comtat.
Des de València, s'accedix a esta localitat a través de la A-7 per a enllaçar amb CV-615.

## Història
Alqueria d'origen àrab, al Llibre del Repartiment figura com Azenet, paraula amaziga que correspon a la gran tribu dels zanata o zenetes, i es tracta de la primera vegada que el nom d'este poble apareix documentalment. Fou conquerida per les tropes de Jaume I i passà a la propietat de Jaume del Milà, primer comte d'Albaida, el 1477. Des d'aleshores pertangué al marquesat d'Albaida, com se'l va denominar des de 1604, fins que el 1787 va ser declarada baronia independent. Entre el 1707 i el 1787 va formar part del Corregiment de Xàtiva. Durant 1812 i 1813 fou el punt més avançat que assoliren les tropes franceses en direcció cap a Alacant. Per això els francesos van mantenir-hi un important destacament militar, que l'abril del 1812, en enfrontar-se amb civils de la rodalia, causaren vora els 150 morts. Eixe enfrontament és conegut com la batalla del Raboser, pel nom d'una partida al terme de Bèlgida on va tindre lloc. Una de les filades cristianes d'Atzeneta commemora la batalla i du el nom de Rabosers en rememoració d'aquells fets.

## Demografia
| 1990  | 1992  | 1994  | 1996  | 1998  | 2000  | 2002  | 2004  | 2006  | 2008  | 2009  |
| ----- | ----- | ----- | ----- | ----- | ----- | ----- | ----- | ----- | ----- | ----- |
| 1.137 | 1.258 | 1.277 | 1.243 | 1.234 | 1.246 | 1.286 | 1.349 | 1.297 | 1.312 | 1.282 |

## Economia
El terreny és de secà i produïx principalment cereals, garrofes, oliveres i ametlers, a excepció d'una reduïda horta que envolta el poble, d'on s'obtenen verdures i fruites, especialment taronges. Els regs provenen de la Séquia del Port i d'una cabalosa font situada en la mateixa població.
A més dels treballs agrícoles existix una activitat artesanal de tradició consistent en la manipulació de l'espart, el vímet i el cànem. L'existència de pedreres per a la construcció ha donat lloc al funcionament de tallers de pedra picada.
La fosa de campanes, iniciada en el segle xviii, ha donat renom al poble. El municipi compta amb un polígon industrial en el qual diverses empreses que es dediquen a la fabricació d'edredons "nòrdics", roba de llar, productes per a la neteja de la llar i higiene personal.

## Política i govern

### Composició de la Corporació Municipal
El Ple de l'Ajuntament està format per 9 regidors. En les eleccions municipals de 26 de maig de 2019 foren elegits 4 regidors del Partit Socialista del País Valencià (PSPV-PSOE), 3 de Compromís per Atzeneta d'Albaida (Compromís) i 2 del Partit Popular (PP).
| Eleccions municipals de 26 de maig de 2019 - Atzeneta d'Albaida                                                                  |                                          |                                     |                                     |      |          |          |
| Candidatura | Candidatura                              | Candidatura                         | Cap de llista                       | Vots | Vots     | Regidors |
| | Partit Socialista del País Valencià-PSOE |                                     | José H. Descals Guerrero            | 342  | 41,35%   | 4 (-2)   |
| | Compromís per Atzeneta d'Albaida         |                                     | Manuel Tomàs Calatayud              | 268  | 32,41%   | 3 (+3)   |
| | Partit Popular                           |                                     | Juan Vicente Soler Soriano          | 215  | 26,00%   | 2 (-1)   |
| | Vots en blanc                            |                                     |                                     | 2    | 0,24%    |          |
| Total vots vàlids i regidors | Total vots vàlids i regidors             | Total vots vàlids i regidors        | Total vots vàlids i regidors        | 827  | 100 %    | 9        |
| | Vots nuls                                | Vots nuls                           | Vots nuls                           | 6    | 0,72%    |          |
| Participació (vots vàlids més nuls)                                                                                              | Participació (vots vàlids més nuls)      | Participació (vots vàlids més nuls) | Participació (vots vàlids més nuls) | 833  | 86,95%** |          |
| Abstenció | Abstenció                                | Abstenció                           | Abstenció                           | 125* | 13,05%** |          |
| Total cens electoral | Total cens electoral                     | Total cens electoral                | Total cens electoral                | 958* | 100 %**  |          |
| Alcalde: José H. Descals Guerrero (PSPV) (15/06/2019)                                                                            |                                          |                                     |                                     |      |          |          |
| Fonts: JEC, JEZ Ontinyent, M. Interior, Periòdic Ara. (* No són vots sinó electors. ** Percentatge respecte del cens electoral.) |                                          |                                     |                                     |      |          |          |

### Alcaldia
Des de 2007 l'alcalde d'Atzeneta d'Albaida és José H. Descals Guerrero del Partit Socialista del País Valencià (PSPV-PSOE).
| Període                       | Alcalde o alcaldessa     | Partit polític | Data de possessió | Observacions |
| ----------------------------- | ------------------------ | -------------- | ----------------- | ------------ |
| 1979–1983                     | Andrés Amorós Nácher     | ADA            | 19/04/1979        | --           |
| 1983–1987                     | Vicente Nácher Vañó      | API            | 28/05/1983        | --           |
| 1987–1991                     | Juan Garcia Quilis       | PSPV-PSOE      | 30/06/1987        | --           |
| 1991–1995                     | Juan García Quilis       | PSPV-PSOE      | 15/06/1991        | --           |
| 1995–1999                     | Rafael Mompó Sanchis     | PP             | 17/06/1995        | --           |
| 1999–2003                     | Rafael Mompó Sanchis     | PP             | 03/07/1999        | --           |
| 2003–2007                     | Rafael Mompó Sanchis     | PP             | 14/06/2003        | --           |
| 2007–2011                     | José H. Descals Guerrero | PSPV-PSOE      | 16/06/2007        | --           |
| 2011–2015                     | José H. Descals Guerrero | PSPV-PSOE      | 11/06/2011        | --           |
| 2015–2019                     | José H. Descals Guerrero | PSPV-PSOE      | 13/06/2015        | --           |
| 2019-2023                     | José H. Descals Guerrero | PSPV-PSOE      | 15/06/2019        | --           |
| Des de 2023                   | n/d                      | n/d            | 17/06/2023        | --           |
| Fonts: Generalitat Valenciana |                          |                |                   |              |

## Monuments d'interés
- Església parroquial de Sant Joan Baptista. Va ser reedificada a principis del segle xviii (1724). És bé d'interés local.

L’església parroquial de Sant Joan Baptista l’edificaren en els anys 1719-1728 obrers, carreters i pedrapiquers del poble, treballant sota la direcció del mestre d’obres Joan Revert, fill d’Agullent. L’impulsor de l’obra fou mossén Josep Gironés, rector d’Atzeneta entre el 1708 i el 1753. El nou edifici es construí en un emplaçament diferent al de l’antiga mesquita i església vella, i fou concebut com un temple auster per fora i classicista per dins. La decoració es concentrava en l’altar major barroc (1742-1745), destruït el 1936, i en les capelles laterals. De segles passats es conserva a l’interior una imatge barroca del titular, sant Joan Baptista (del 1652) i un sant Roc, patró dels pedrapiquers, també del segle xvii. Al campanar, trobareu campanes de la casa Roses, foses en la foneria local, d’enfront mateix de l’església, i al museu parroquial, argenteria i elements decoratius de segles passats.
- Calvari i ermita del Crist de la Fe. A la rodalia del municipi està situat el calvari, on es venera al Santíssim Crist de la Fe del Mont Calvari. De principis del segle xix, és bé d'interés local.

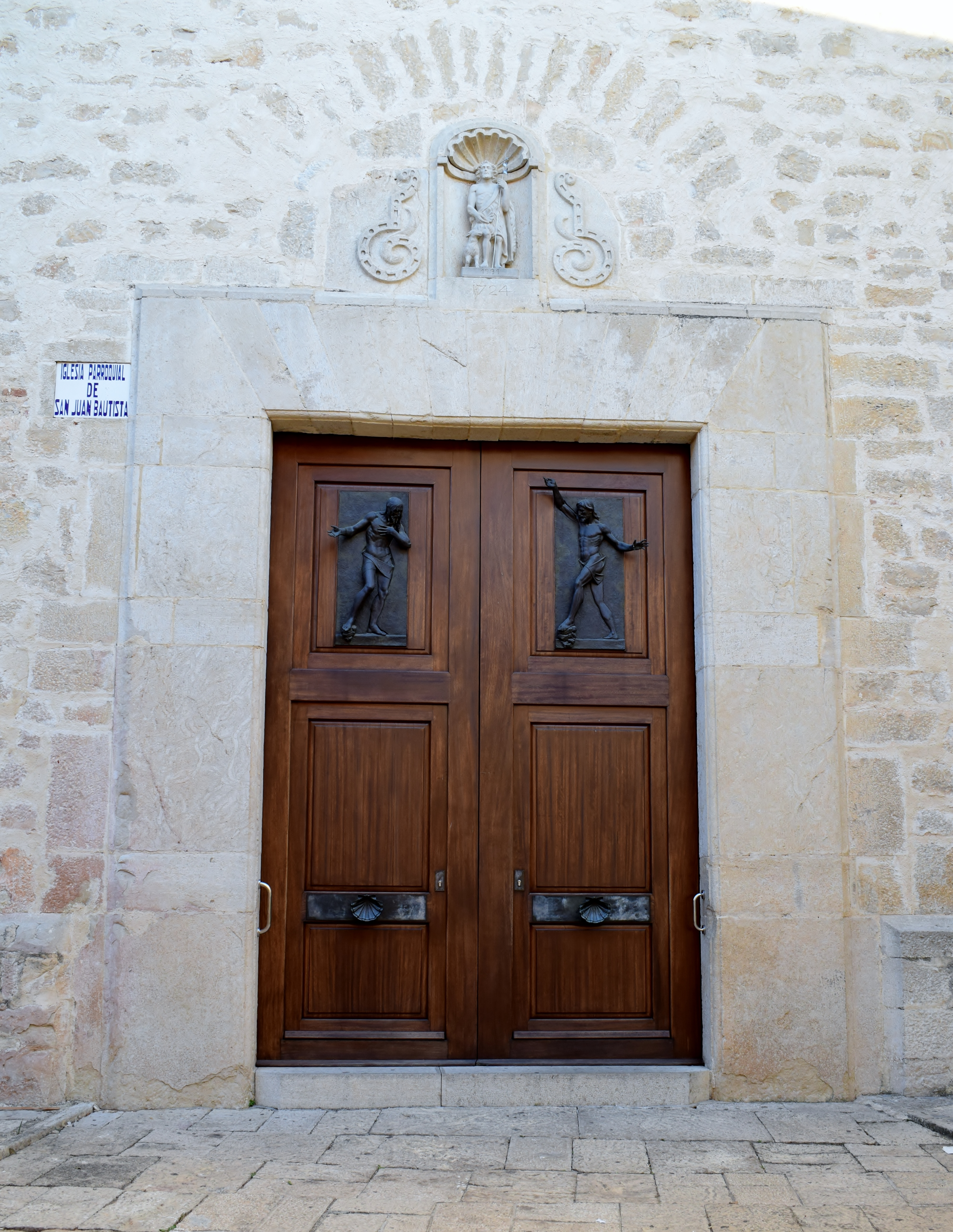
Església de Sant Joan Baptista.

L’ermita del Santíssim Crist de la Fe i del Calvari es localitza a la part alta del poble i alberga una imatge de Jesús crucificat molt venerada pels atzenetins. Ja en temps de la Guerra de Successió es construí una xicoteta ermita (1708-1709), renovada en els anys 1756-1762, i reemplaçada finalment per l'actual, que data dels anys 1883-1890. Es tracta d’un edifici d’estil neogòtic, que acusa sobretot en la decoració de l’interior, plena de simbolismes. Presideix l’altar major el Crist, flanquejat pels Quatre Evangelistes. L’exterior de l’edifici és relativament auster, si exceptuem el detall de les columnes i els quatre capitells de pedra, tallats per pedrapiquers de la localitat. Compta l’ermita amb un entorn de passeig molt agradable, bones vistes i un viacrucis de casalicis decorat amb típiques manisetes valencianes, que data del 1893.

Ermita del Crist

- Séquia del Port. Obra hidràulica del temps dels moriscos que envolta el poble per l'oest, creant una de les mostres d'arquitectura tradicional més significatives de la comarca
- Nevera de Dalt i Nevera de Baix (pous de neu)

- Font dels 21 xorros. La font està formada per vint dolls de bronze i un principal que ix de la boca d'una esquemàtica cara de lleó, llaurada en pedra d'Atzeneta i encastada al bell centre de la paret de la font. Presideix la paret un taulellet devocional de manisetes dedicat a Sant Antoni del Porquet. Segons estudis de la zona, la font devia existir ja en temps dels moriscos, però foren els atzenetins del S. XVII els qui l'embelliren perquè fóra l'admiració dels transeünts del camí reial en aquell temps. També junt a aquesta font existeix també un abeurador que antigament s'utilitzava per a donar de beure als animals.
- Fonts pel terme municipal: la de la Solana, Ariero, Anoueret, Pla Roda
- Parc nou d´Octubre

- Creu del Terme

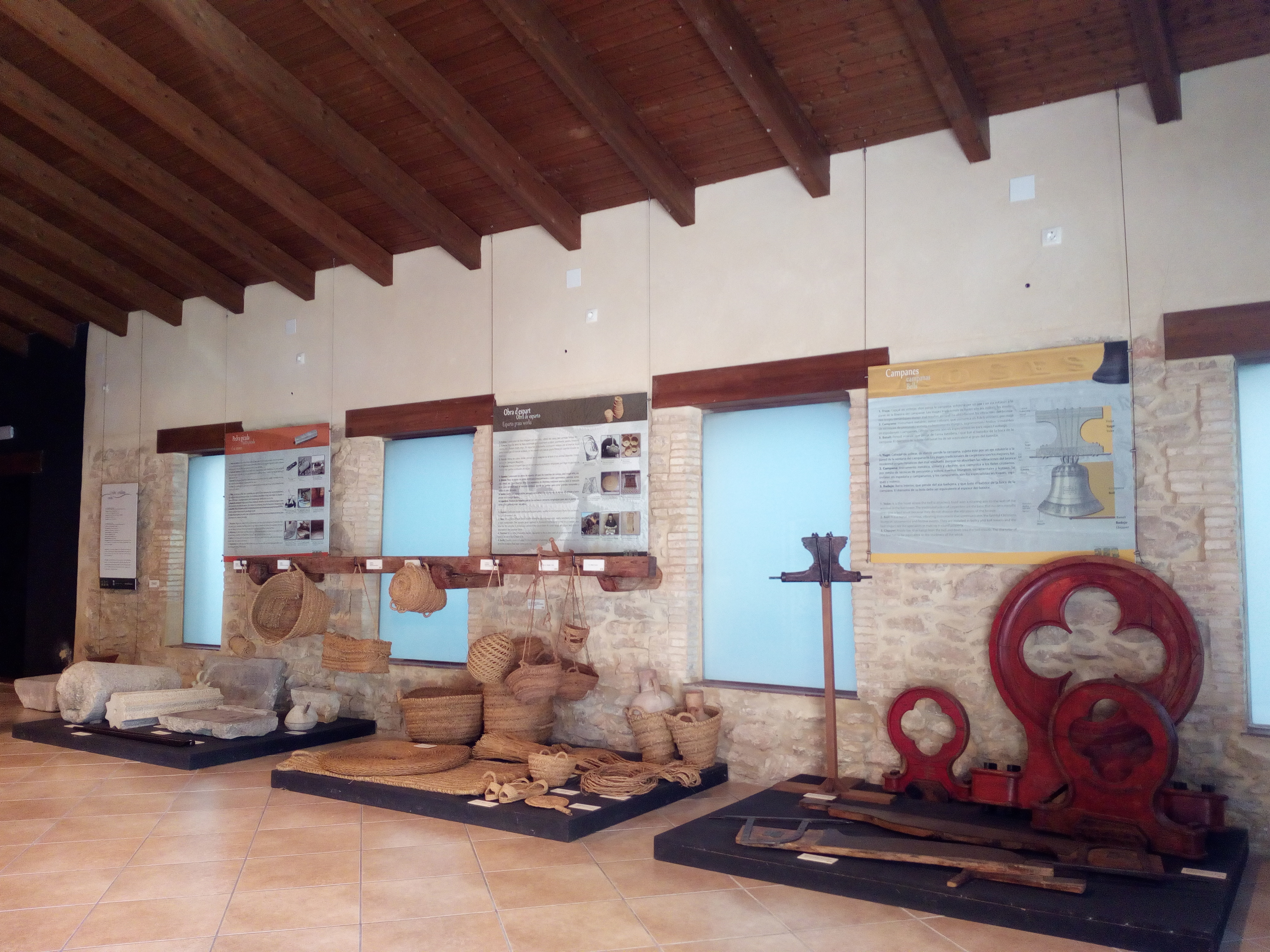
Museu de les Artesanies

- Museu de les Artesanies: pedra-campanes-espart .Situat en l'antic safareig.Mostra nou-cents anys de treball artesanal al municipi, des de la manufactura de l'espart, documentada ja en època musulmana, fins al treball de la pedra des del segle xvii, passant per la nissaga dels campaners Roses i la seua foneria de bronzes, coneguda arreu del món.El museu s'ubica en l'edifici de l'antic escorxador, construït en la dècada de 1930 pel prestigiós arquitecte valencià Javier Goerlich Lleó. Un segon espai del museu, contigu a l’anterior, és el llavador, on es realitzen conferències, exposicions temporals i tallers.

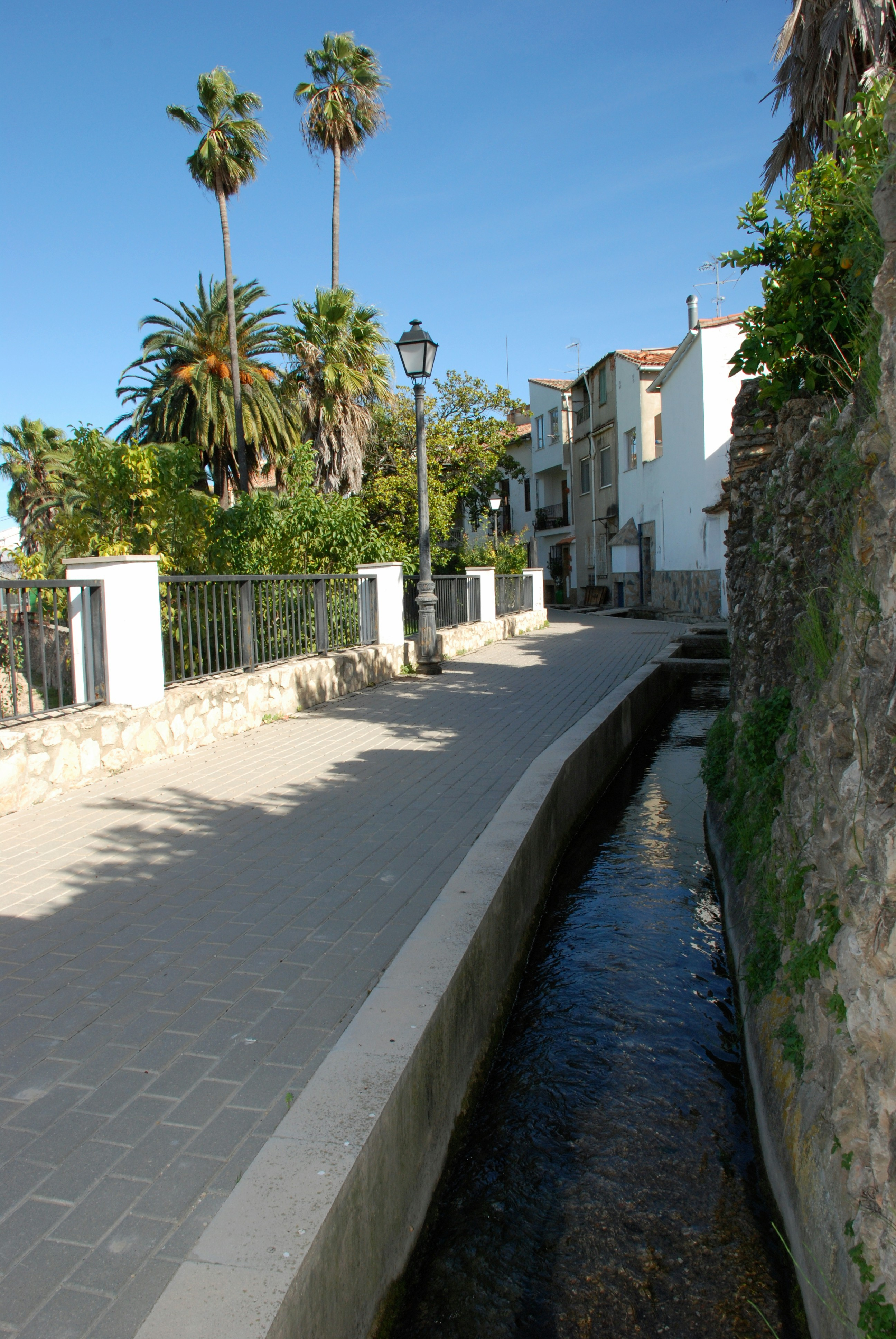

- Ruta dels llavadors:La ruta dels llavadors, és una ruta que recorre la Séquia del Port i ens mostra els llavadors del poble, espais tradicionalment reservats a les dones. A través d'aquest recorregut el visitant podrà conèixer el paper de la dona al llarg de la història, en aspectes tan importants com l’economia, l’urbanisme, la etnografía, la cultura, el camp laboral i el sanitari, entre d'altres.

## Festes locals
- Festes de Sant Antoni Abat. El cap de setmana més proper al dia 17 de gener se celebra Sant Antoni Abat. El divendres és la Plantà de la foguera i la Cremà a la vesprada. El dissabte es realitza la benedicció d'animals i de pans que després es repartixen per les cases, la missa i processó en honor del sant. El diumenge és la pericana i festa dels borratxos.
- Mig Any Fester. L'últim dissabte del mes de març se celebra el mig any fester, on les comparses mores i cristianes desfilen pel carrer principal del poble.
- Setmana Santa. Processó de palmes el Diumenge de Rams, torns de vela al monument el dijous sant, dejuni de campanes i tocs de matraca, processó del sant soterrament el divendres sant, i processó del "Colomet" amb el Crist Ressuscitat i la Verge Miraculosa.

- Festes Patronals. Durant els sis dies al voltant del tercer cap de setmana de setembre, Atzeneta celebra les seues festes majors, les quals destaquen tant pels actes religiosos com pels lúdics i culturals.: paelles populars, sopars de carrer, cercaviles, ofrenes, correfocs, “berbenes”....

El dissabte té lloc la tradicional Baixada i Pujà del Crist, els dos actes més singulars de les festes d’Atzeneta ja que la devoció que els atzenetins i atzenetines han professat des de temps immemorial pel Santíssim Crist de la Fe, fa que eixe dia tots s'emparen al seu Crist, aflorant molts records, sentiments i emocions.
Al clarejar, el dia s'enceta amb el volteig general de campanes i la despertà al compàs de pasdoble. A primera hora del matí, festers, dames, clavariesses i autoritats es concentren a l'Ajuntament per a tots junts, acompanyats per la banda de música, pujar a l'Ermita des d'on partix la solemne Baixada del Crist fins al temple parroquial on té lloc la missa major. En acabar, comença la tradicional “Plegà” pels principals carrers del poble; en què les Clavariesses col·loquen a la gent una creueta amb la imatge del Crist. Una vegada arriben a la Plaça del Calvari, es dispara una mascletà.
Per la vesprada, té lloc l'altra processó, encara més solemne, si cap, la Pujada del Crist fins a la seua Ermita, on romandrà de nou fins a l'any pròxim, posant punt final a l'acte un castell de focs d'artifici. A mitjanit té lloc, al “Parc 9 d'Octubre”, una gran revetla musical, molt concorreguda, i coneguda popularment com el “cara a cara”

## Personatges destacats
- Joan Ignasi Pla Durà. Polític, ex-secretari general del PSPV-PSOE.